# 오바타역
오바타역(일본어: 小幡駅, おばたえき)은 일본 아이치현 나고야시 모리야마구 오바타미나미 1초메에 소재하는 나고야 철도 세토선의 역이다. 역 번호는 ST10이다.

## 역사
- 1905년 4월 2일: 아이치현 히가시카스가이 군 오바타 정에 세토 자동철도 개통과 동시에 개설.
- 1977년: 2대 역사 해체.
- 1978년
  - 2월 20일: 3대 신역사가 완성되어 사용 개시[2].
  - 8월 20일: 급행 정차역으로 승격됨.
- 1984년 9월: 자동 개찰기 설치.
- 1999년 5월 22일: 4대 신역사가 완성되어 사용 개시.
- 2000년: 주부 역 백선에 선정됨.
- 2006년 12월 16일: 트랜 패스 도입
- 2011년 2월 11일: IC카드 승차권 manaca 도입.
- 2012년 2월 29일: 트랜 패스 공용 종료.

## 역 구조
상대식 승강장 2면 2선의 교상역이다. 승강장 유효 길이는 6량 편성분 내외이다.
승강장과 개찰구 사이에 엘리베이터가 설치되어 있다. 또, 남북에 역 입구와 개찰구가 있는 2층 사이에도 각각 엘리베이터가 설치되어, 배리어 프리에 완전 대응하고 있다.

### 승강장
| 번호 | 노선      | 방향 | 행선                    |
| ---- | --------- | ---- | ----------------------- |
| 1    | ■ 세토 선 | 하행 | 오와리세토 방면         |
| 2    | ■ 세토 선 | 상행 | 오조네・사카에마치 방면 |

## 역 주변
- 아크로스 오바타 - 북쪽
  - 나고야 시 모리야마 문화 소극장
- 모리야마 구청 - 북쪽으로 350m.
- 모리야마 보건소(모리야마 구청과 동일 청사)
- 모리야마 복지 회관(모리야마 구청과 인접)
- 모리야마 아동관(모리야마 복지 회관에 병설)
- 나고야 시립 모리야마 중학교
- 모리야마 우체국 - 북서쪽으로 500m.
- 이쿠타마이나리 신사
- 나고야 시립 모리야마 양호학교
- 세토 가도(아이치 현도 61호 나고야세토 선)
- 아이치 현도 15호 나고야타지미선

## 인접역
| 나고야 철도 ■ 세토선          | 나고야 철도 ■ 세토선 | 나고야 철도 ■ 세토선          |
| ----------------------------- | -------------------- | ----------------------------- |
| ST06 오조네 사카에마치 방면   | ■ 급행 ■ 준급        | 기타야마 ST11 오와리세토 방면 |
| ST09 효탄야마 사카에마치 방면 | ■ 보통               | 기타야마 ST11 오와리세토 방면 |